# Tadao Ōnishi
Tadao Ōnishi (jap. 大西 忠生, Ōnishi Tadao; * 18. April 1943 in der Präfektur Kyōto; † 29. Juni 2006) war ein japanischer Fußballspieler und -trainer.

## Nationalmannschaft
1969 debütierte Ōnishi für die japanische Fußballnationalmannschaft. Ōnishi bestritt ein Länderspiel.

## Errungene Titel
- Japan Soccer League: 1969, 1973
- Kaiserpokal: 1971, 1973